# ألبرت غويو
ألبرت غويو (بالفرنسية: Albert Guyot)‏ هو سائق سيارة سباق فرنسي، ولد في 25 ديسمبر 1881 في Saint-Jean-de-Braye ‏ في فرنسا، وتوفي في 24 مايو 1947 في نويي-سور-سين في فرنسا.

## روابط خارجية
- ألبرت غويو على موقع DriverDB.com (الإنجليزية)